# Na Bělišti
Dům Na Bělišti čp. 57 (bývalá barvírna) v Železném Brodě je chráněn od roku 1958. Dnes je v budově umístěna národopisná expozice Městského muzea v Železném Brodě.

## Historie domu
Běliště je největší roubená chalupa v Železném Brodě.
Postavena byla ve 2. polovině 17. století, kdy panství a město od roku 1628 patřilo plukovníku Mikuláši Des Foursovi, kterému ho prodal Albrecht z Valdštejna. Desfoursové vlastnili panství a město až do roku 1848.
Výrazně byla budova přestavena v roce 1807, při této přestavbě změnila podobu. U domu byla také barvírna, výraz Běliště získal dům pro své využití – na velké zahradě se bělilo prádlo a polévalo vodou z potoka Žernovník. Archivní prameny dokládají, že nedaleko byla soukenická valcha a později koželužna.
I po rozsáhlé rekonstrukci v roce 1930 si dům zachoval rysy pojizerské lidové architektury.
Poslední majitelem byl Heřman Jirásek, který chtěl dům zbourat. Od tohoto záměru ho odradil místní rodák malíř Vlastimil Rada, který v domě občas pobýval. Jirásek koncem 60. let 20. století prodal chalupu městu Železný Brod, které zde hodlalo zřídit muzeum. V domě byly zřízeny byty, v nichž se vystřídala řada nájemníků. Byty byly zrušeny v roce 1993, kdy město zahájilo rozsáhlou rekonstrukci dokončenou v roce 1997.
V roce 1998 v chalupě byla otevřena stálá národopisná expozice Městského muzea v Železném Brodě.

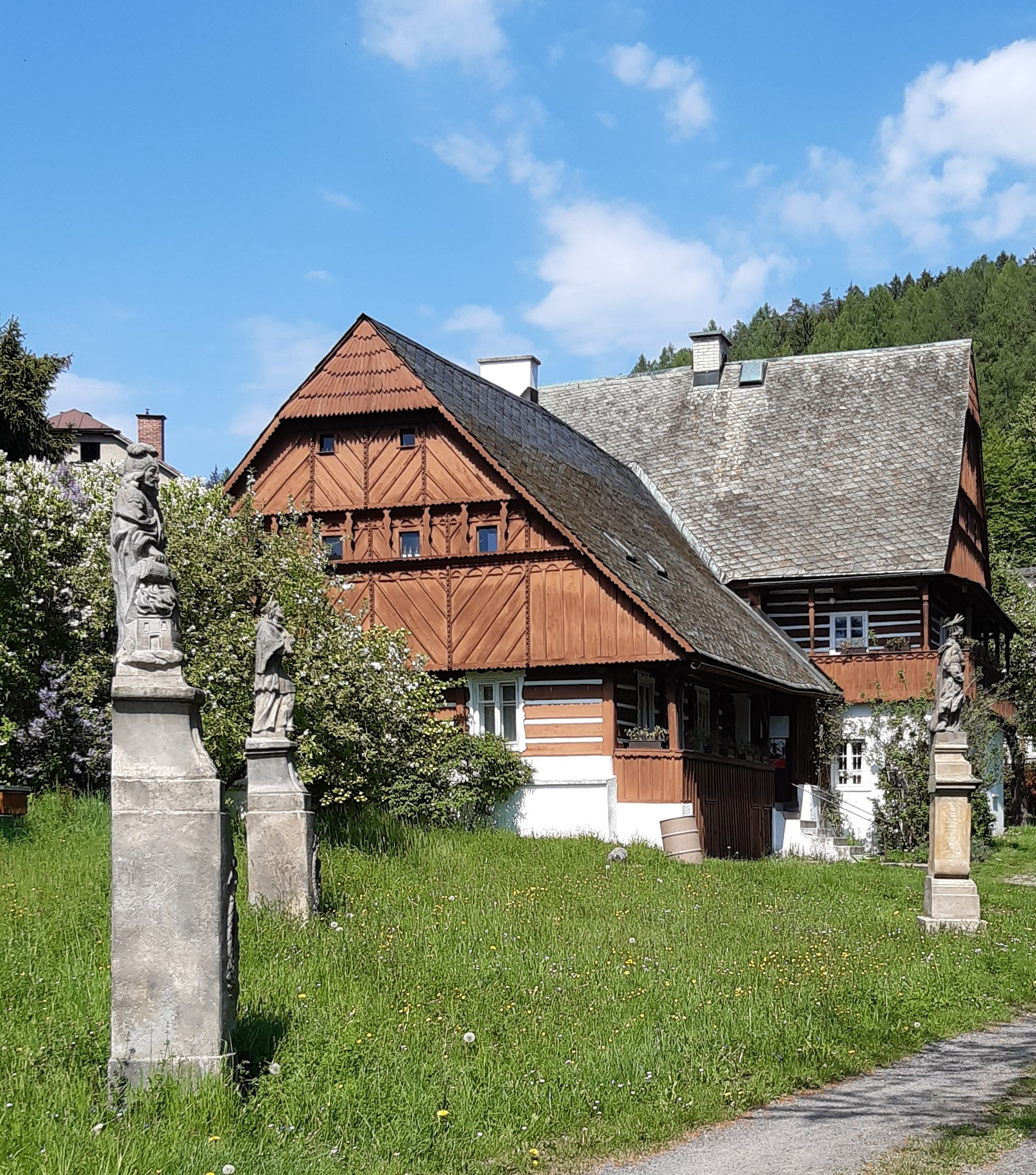
Běliště, v popředí barokní sochy

## Architektura domu
Dům stojí na severním okraji města na malém ostrůvku mezi potokem Žernovníkem a bývalým náhonem.
Dispozice domu se rozpadá na dva relativně samostatné celky. K původnímu hlavnímu přízemnímu stavení se širokou sedlovou střechou s bohatou lomenicí a malou podkrovní světnicí přiléhá poschoďový přístavek, v přízemí zděný, v prvním patře roubený s pavlačí s profilovanými klasicistními sloupky uchycenými k okapovým vaznicím. Vstup na pavlač je z horní síně.
Krov v přízemí je vaznicový, dodatečnou úpravou byly přidány vaznice, které převzaly zatížení konců krokví na stropní trámky. Součástí krovu je horní síň, z její chodby se vychází na půdu.
Střední pole je dekorované kuželkovou balustrádou, tzv. kočičí procházkou. Mezi jednotlivými kuželkami je osazena čtveřice malých obdélných okének bez členění. Horní část štítu je členěna do čtyř částí. V horní části štítu je dvojice malých větracích okének.
Na záklopovém prkně štítu je nápis „Léta Páně 1807 dne 6. Juni tento dům je vyzdvižený s pomocí Boží a nákladem pana Jana Brožka, souseda zdejšího a mistra čestného řemesla koželužského. Mistr tesařský Jan Šída z Jesennýho. Tovaryši jeho též tam ocat.“ 
Jihovýchodní vstupní podélné průčelí je čtyřosé, vstup do domu je ve východní ose. Před vstupem do domu jsou betonové schody.
Vpravo od vstupu je zápraží bedněno na celou výšku. Trojice oken je obdélná, dekor je stejný jako v průčelí. Téměř celé křídlo je lemováno pavlačí, zábradlí pavlače mírně předstupuje před zdivo přízemí.
Sedlové střechy jsou pokryty břidlicí.
Do zahrady domu byly přemístěny barokní pískovcové sochy v životní velikosti z poloviny 18. století neznámých tvůrců – sv. Florian, sv. Jan Nepomucký. Třetí socha sv. Jan Křtitel zhotovený neznámým tvůrcem v roce 1770 byl renovován nákladem Ferdinanda Folkerta v roce 1870.

## Dnešní využití
Budova má devět místností, všechny jsou využity pro národopisnou expozici muzea. Každá místnost je zaměřena na oblast historie města a jeho okolí: geologie (mj. v okolí města se těžila kvalitní břidlice), dějiny města (městský znak získalo město v roce 1501, městem vedly historické obchodní stezky). V třetí největší místnosti jsou umístěny pískovcové plastiky, domovní znamení a modely lidových staveb včetně původní dřevěné radnice z roku 1670. V chodbě první patra stojí karetní stolek se čtyřmi dřevěnými židlemi, na jejichž opěradlech vyřezal hostinský Ceé sebe a své tři pravidelné "štamgasty". Čtyři místnosti v poschodí jsou věnovány řemeslům, zpracování lnu a lidovému oděvu.

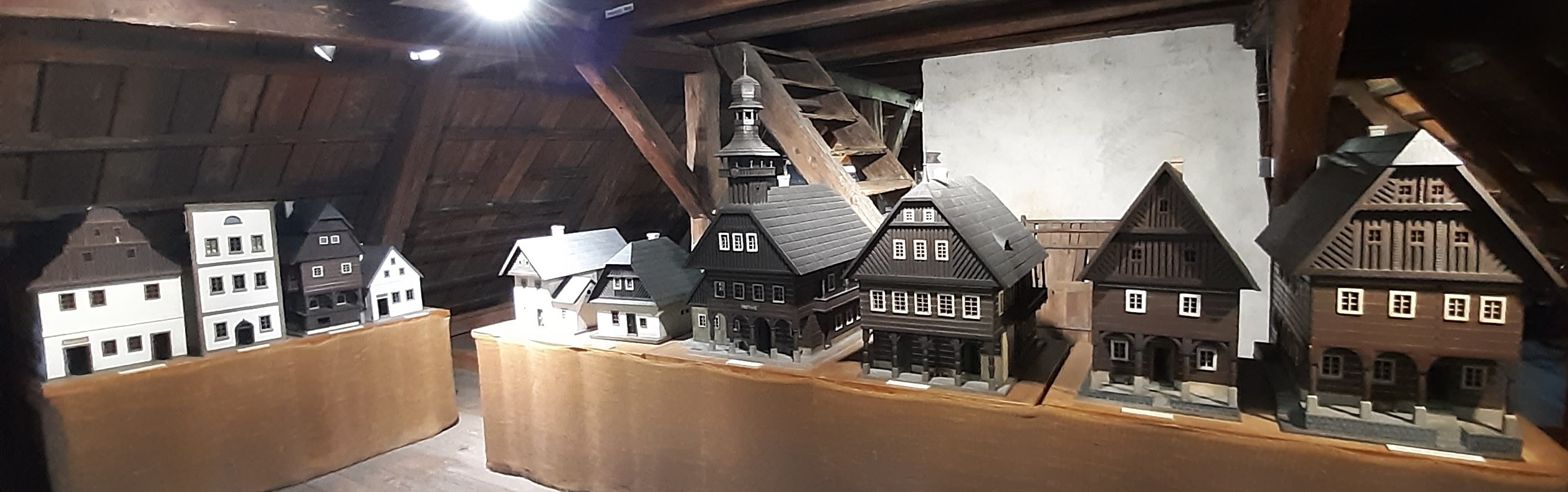
Modely dřevěných domů na náměstí

Na půdě jsou umístěny dřevěné modely měšťanských domů, jejichž autorem je železnobrodský švec Jan Maryška (1865–1955) a několik dřevěných betlémů od různých tvůrců.

## Památková hodnota
Budova je jednou z nejzajímavějších a i po rekonstrukci velmi hodnotnou stavbou v celé oblasti horního Pojizeří. Památková ochrana se vztahuje na dům jako celek včetně konstrukcí, exteriéru i interiéru a pískovcových soch v zahradě.